# Gretchen Mol
Gretchen Mol (født 8. november 1972) er en amerikansk skuespillerinde.

## Unge år
Mol blev født i Deep River, hvor hendes mor, Janet, var en artist og lærer og hendes far var lærer på RHAM. Hun gik på high school med Broadway-skuespilleren Peter Lockyer. Hendes bror, Jim Mol, er en instruktør og editor i filmindustrien. Mol gik på The American Musical and Dramatic Academy og dimitterede fra William Esper Studio.

## Filmografi
| År   | Titel                                           | Rolle                                    | Note |
| ---- | ----------------------------------------------- | ---------------------------------------- | ---- |
| 1996 | Girl 6                                          | Girl #12                                 |      |
| 1996 | Dead Man's Walk (Tv miniserie)                  | Maggie                                   |      |
| 1996 | The Funeral                                     | Helen                                    |      |
| 1996 | Calm at Sunset (Tv)                             | Emily                                    |      |
| 1997 | Donnie Brasco                                   | Sonnys kæreste                           |      |
| 1997 | The Last Time I Committed Suicide               | Mary Greenway                            |      |
| 1997 | Subway Stories: Tales from the Underground (Tv) | The Wife (segment "Love on the A Train") |      |
| 1997 | The Deli                                        | Mary                                     |      |
| 1998 | Too Tired to Die                                | Capri (ikke krediteret)                  |      |
| 1998 | Celebrity                                       | Vicky                                    |      |
| 1998 | Rounders                                        | Jo                                       |      |
| 1998 | Finding Graceland                               | Beatrice Gruman                          |      |
| 1998 | New Rose Hotel                                  | Hiroshis kone                            |      |
| 1998 | Music From Another Room                         | Anna Swan                                |      |
| 1998 | Bleach                                          | Gwen                                     |      |
| 1999 | The Thirteenth Floor                            | Jane Fuller / Natasha Molinaro           |      |
| 1999 | Cradle Will Rock                                | Marion Davies                            |      |
| 1999 | Sweet and Lowdown                               | Ellie                                    |      |
| 1999 | Forever Mine                                    | Ella Bryce                               |      |
| 1999 | Just Looking                                    | Hedy                                     |      |
| 2000 | Picnic (Tv)                                     | Madge Owens                              |      |
| 2000 | Attraction                                      | Liz                                      |      |
| 2000 | Get Carter                                      | Audrey (ikke krediteret)                 |      |
| 2002 | The Magnificent Ambersons (Tv)                  | Lucy Morgan                              |      |
| 2002 | Girls Club (Tv-serie)                           | Lynn Camden                              |      |
| 2002 | Freshening Up (Tv)                              | Jannelle                                 |      |
| 2003 | Heavy Put-Away                                  | Mary                                     |      |
| 2003 | The Shape of Things                             | Jenny                                    |      |
| 2006 | The Notorious Bettie Page                       | Bettie Page                              |      |
| 2006 | Puccini for Beginners                           | Grace                                    |      |
| 2007 | The Ten                                         | Gloria                                   |      |
| 2007 | The Valley of Light (Tv)                        | Eleanor                                  |      |
| 2007 | Trainwreck: My Life as an Idiot                 | Lynn                                     |      |
| 2007 | 3:10 to Yuma                                    | Alice Evans                              |      |
| 2008 | The Memory Keeper's Daughter (TV)               | Nora Henry                               |      |
| 2008 | Life on Mars                                    | Annie                                    |      |
| 2009 | An American Affair                              | Catherine Caswell                        |      |
| 2009 | Tenure                                          | Elaine Grasso                            |      |